# 絶対王政
絶対王政（ぜったいおうせい、英語: absolute monarchism）は、君主が絶対的な権力を行使する、政治体制を指す。絶対主義や絶対君主制とも呼ばれる。

## 概要
歴史的に、中世までの諸侯や貴族、教会の権力が地方に乱立し、分権的であった状態から王が強大な権力を持って中央集権化を図り、中央官僚と常備軍（近衛兵）によって国家統一を成し遂げた時代に特徴的であった政治形態を指す。
かつて、マルクス主義においては封建主義社会から資本主義社会への過渡期に現れたと位置づけられ、近年は社団国家などの概念を通じて説明されることが多い。

## 歴史
一般的に「絶対王政期」「絶対王政の時代」とは、西ヨーロッパにおける市民革命以前の時代を指す。おおよそ16世紀から17世紀にかけて到来し、イングランドのテューダー朝、フランスのブルボン朝、スウェーデンのヴァーサ王朝・プファルツ王朝などが挙げられる。とりわけ、ブルボン朝がその典型例とされ、1615年から1789年まで、身分制議会である三部会が召集されなかった。これは諸侯の権力の低下と、国王の権力があらゆる権力に優先したことを示している。フランス王ルイ14世が諌言する家臣に言った「朕は国家なり（L'État, c'est moi）」という言葉（「そんなことをなさっては国家と民のためになりません」に対して「民だけでいい」に続いて言ったとされる）は、この状況を端的に表現している。フランス王ルイ15世もそのような態度を示したとされる。
ただし、実際には王権が絶対であったわけではない。王権の絶対性は、貴族・ギルドなど特権を有する諸団体（社団）が統治に協力することで成立していたが、彼らは常に従順な協力者ではなかった。例えば、イングランドではマグナ・カルタに基づく英国議会の課税承認権を盾として財政的な制約に悩まされ続け（ただし、議会側の抵抗も当初は保守的な封建主義的な見地からのものが主であった）、またフランスで免税特権の剥奪をルイ16世が図った際には、彼らは再び身分制議会である三部会を開催し、自らの特権擁護のために王に反発している。このことが、社団の解体をもたらすフランス革命へとつながったのは皮肉であった。
当初、この「絶対王政」を正当化するような、明文化された法があったわけではない。しかし、後に王権神授説や自然法思想に基づく社会契約論などが示され、絶対王政を肯定化する試みがなされた。とはいえ、自然法思想に基づく社会契約論からは、王権の絶対性に異を唱えるジョン・ロックといった思想家も現れ、市民革命を擁護する論理的基盤が作られることにもなる。
また、17世紀から18世紀にかけてエルベ川以東でも、絶対主義国家を樹立した西欧への対抗上から「絶対王政の時代」が始まり、当時西欧で流行していた啓蒙主義思想と結びついて、啓蒙専制君主が出現した。プロイセン国王フリードリヒ2世が言ったとされる「国王は国家第一の下僕」という言葉は、人権思想や市民権思想が発達した啓蒙主義と結びついた啓蒙専制君主像を端的に示している。
「絶対王政」の時代において、国王は当時の身分制社会の枠組みに縛られながらも、諸侯の第一人者という立場から脱却して、各特権団体を従わせることに成功した。また、絶対王政を通じた中央集権国家の形成は、後に続く国民国家の形成に大きく寄与した。

### 絶対王政の終焉
17世紀における地球全体の寒冷化や、三十年戦争に代表される残酷な戦乱の中で、人間の理性に絶対的な信頼を置き、こうした危機を克服しようとする考えが生じた。こうした状況下で啓蒙主義思想は隆盛へと向かい、人権思想、市民権思想が発達するとともに、絶対王政の論拠である王権神授説に厳しい批判が加えられた。
また、18世紀までに王権の統制が届かないサロン、カフェといった「公共」空間が生まれ、権力の由来を神でなく「世論」に求めて王政の打倒を図る革命思想が流布していった。そして、市民革命が勃発すると絶対王政は崩れ、その後に到来する近代市民社会において国民国家の形成が進んだ。
イギリスにおいては清教徒革命、名誉革命を経た後、国王が権利の章典を承認し立憲君主制に移行したことによって絶対王政の時代は終わった。
フランスにおいては、フランス革命において国王ルイ16世が斬首され、政体は第一共和政に移行した。その後は第一帝政を経て王政復古（復古王政）により国王が復活するが、絶対王政を復活させようと企画した国王の意図は、1830年の七月革命によって打倒された。

## 思想史（絶対王政の擁護）

### 王権神授説
フランスの神学者ジャック=ペニーニュ・ボシュエは王権神授説を唱え、国王による支配権は、国王の先祖が神によって授けられたものであるから、国王が失政を行った場合もその責任を問われない。と説いた。また、イングランドでもロバート・フィルマーが『父権論（Patriarcha）』において同じ理論を唱えた。

### 社会契約論に基づく絶対王政の擁護
トマス・ホッブズは、社会契約論を用いて清教徒革命が終了した後の王政復古後における絶対王政を擁護した。著書『リヴァイアサン』において、人間が自然権を思い思いに行使する状態を「万人の万人による闘争」であるとし、その混乱を避けるためには自然権を国家（=リヴァイアサン）に委譲する必要があると主張した。

## 研究史

### マルクス主義における絶対主義論
マルクス主義においては、絶対主義は封建社会と市民社会の過渡期に出現すると説明される。封建社会における支配階級であった貴族が没落し、市民社会の担い手であるブルジョワジーが勃興する中で、国王は両勢力の調停者として絶対的な権力を打ち立てるとする。

### 社団国家論
第二次世界大戦後、「絶対主義」や「絶対王政」という概念の再検討が迫られた。その要因は、戦間期に出現したファシズム勢力を分析する必要が生じたことによる。単に絶対王政期の王権が絶対的であったとするだけでは、ファシズム政権における権力者との差異化が図れないため、ファシズム政権と比べれば「絶対王政」期の王権には限界があったという見解が生じてくるのである。
ファシズム政権が、大衆メディアの活用などを通じて国民一人一人を捕捉したのに対し、絶対王政下では国家の構成員一人一人にまで国家権力の支配が及んでいなかった。このように、社団国家論においては、王権の「絶対性」に疑問が示される。当時の社会においては、都市・ギルド・村落共同体など多くの自律的な団体が存在しており、国王の「絶対的」に見える権力は、こうした諸団体の利権を擁護する代償として成立していた。こうした国家を「社団国家」としてとらえ、この主権国家の第一段階としての社団国家が、市民革命の時代を経て「国民国家」へと発展していく、と説明される。